# Широкорот східний
Широкорот східний (Eurystomus orientalis) — птах родини сиворакшових, що має характерні блакитні узори на крилах у формі долара, за що отримав назву англійською dollarbird — «доларовий птах».

## Поширення
Вид поширений від Австралії до Японії та Індії.

## Опис
Птах завдовжки до 30 см. Це пухкий птах з великою головою. Оперення темно-коричневого забарвлення із блакитно-зеленим відтінком на спині та крилах. Черево світліше. Горло та хвіст глянцево-сині. Махові пера крил темно-сині. Дзьоб помаранчевий.

## Спосіб життя
Мешкає у відкритих лісах з високими деревами. Активний хижак. Більшу частину дня малоактивний, сидить на верхівках дерев. Полює ввечері на літаючих комах. В період розмноження активно охороняє свою територію. Гніздо облаштовує в дуплах дерев. У гнізді 3-4 яйця. Насиджуються обидва партнери почергово, впродовж 17-21 днів. Через місяць пташенята залишають гніздо.